# Milford (Nuevo Hampshire)
Milford es un pueblo ubicado en el condado de Hillsborough en el estado estadounidense de Nuevo Hampshire. En el Censo de 2010 tenía una población de 15.115 habitantes y una densidad poblacional de 229,97 personas por km².

## Geografía
Milford se encuentra ubicado en las coordenadas 42°49′7″N 71°40′24″O / 42.81861, -71.67333. Según la Oficina del Censo de los Estados Unidos, Milford tiene una superficie total de 65.73 km², de la cual 65.58 km² corresponden a tierra firme y (0.22%) 0.15 km² es agua.

## Demografía
Según el censo de 2010, había 15.115 personas residiendo en Milford. La densidad de población era de 229,97 hab./km². De los 15.115 habitantes, Milford estaba compuesto por el 94.83% blancos, el 1.28% eran afroamericanos, el 0.23% eran amerindios, el 1.32% eran asiáticos, el 0.01% eran isleños del Pacífico, el 0.64% eran de otras razas y el 1.69% pertenecían a dos o más razas. Del total de la población el 2.23% eran hispanos o latinos de cualquier raza.